# Multishow ao Vivo: Vanessa da Mata
Multishow Ao Vivo (Ao Vivo (Live in Brazil) na edição internacional) é o primeiro álbum ao vivo da cantora brasileira Vanessa da Mata, lançado em abril de 2009 pela Sony Music.
Gravado para a série Multishow Ao Vivo, na cidade histórica de Paraty, no Rio de Janeiro, o álbum traz os grandes sucessos da cantora, como "Não Me Deixe Só", "Ai, Ai, Ai...", "Eu Sou Neguinha?", "Amado", "Vermelho" e "Boa Sorte / Good Luck", a canção inédita "Acode" e a regravação de "Um Dia, Um Adeus", de Guilherme Arantes.
O DVD inclui imagens da cantora em turnê pela Europa e o encontro com o cantor Ben Harper na cidade de São Paulo, que inspirou o videoclipe da canção "Boa Sorte / Good Luck", a regravação de "As Rosas Não Falam", de Cartola, e a participação da dupla de reggae jamaicano Sly and Robbie em quatro faixas: 'Vermelho", "Ilegais / You Don't Love Me (No, No, No)", "Pirraça" e "Absurdo".
O álbum foi produzido por Mário Caldato e Kassin, com quem a cantora já havia trabalhado no álbum Sim. A direção de vídeo foi assinada pela produtora Joana Mazzucchelli.

## Lista de Faixas
Créditos adaptados do encarte do álbum.
| CD             |                                                          |                              |         |  |
| N.º            | Título                                                   | Compositor(es)               | Duração |  |
| 1.             | "Baú"                                                    | Vanessa da Mata              | 4:08    |  |
| 2.             | "Vermelho" (part. Sly and Robbie)                        | V. da Mata                   | 4:03    |  |
| 3.             | "Quando Um Homem Tem Uma Mangueira No Quintal"           | V. da Mata                   | 2:15    |  |
| 4.             | "Ilegais" (part. Sly and Robbie)                         | V. da Mata                   | 3:32    |  |
| 5.             | "Ainda Bem"                                              | Liminha V. da Mata           | 4:08    |  |
| 6.             | "Amado"                                                  | V. da Mata Marcelo Jeneci    | 4:29    |  |
| 7.             | "Fugiu Com a Novela"                                     | V. da Mata                   | 3:12    |  |
| 8.             | "Um Dia, Um Adeus"                                       | Guilherme Arantes            | 2:50    |  |
| 9.             | "Viagem / Mamãe Passou Açúcar em Mim"                    | V. da Mata / Carlos Imperial | 3:27    |  |
| 10.            | "Não Me Deixe Só"                                        | V. da Mata                   | 3:09    |  |
| 11.            | "Acode"                                                  | V. da Mata                   | 3:34    |  |
| 12.            | "Você Vai Me Destruir"                                   | V. da Mata Fernando Catatau  | 4:18    |  |
| 13.            | "Ai, Ai, Ai..."                                          | Liminha V. da Mata           | 4:38    |  |
| 14.            | "Boa Sorte / Good Luck" (part. Ben Harper) (faixa bônus) | V. da Mata B. Harper         | 4:37    |  |
| Duração total: | Duração total:                                           | Duração total:               | 52:20   |  |

| DVD            |                                                                   |                                                  |         |  |
| N.º            | Título                                                            | Compositor(es)                                   | Duração |  |
| 1.             | "Vermelho" (part. Sly and Robbie)                                 | Vanessa da Mata                                  | 4:08    |  |
| 2.             | "Ilegais / You Don't Love Me (No, No, No)" (part. Sly and Robbie) | V. da Mata / Dawn Penn, Bo Diddley, Willie Cobbs | 6:34    |  |
| 3.             | "Baú"                                                             | V. da Mata                                       | 4:16    |  |
| 4.             | "Viagem / Mamãe Passou Açúcar em Mim"                             | V. da Mata / C. Imperial                         | 3:27    |  |
| 5.             | "Ainda Bem"                                                       | Liminha V. da Mata                               | 4:11    |  |
| 6.             | "Eu Sou Neguinha?"                                                | Caetano Veloso                                   | 4:34    |  |
| 7.             | "Joãozinho"                                                       | V. da Mata                                       | 4:04    |  |
| 8.             | "Quando Um Homem Tem Uma Mangueira No Quintal"                    | V. da Mata                                       | 2:15    |  |
| 9.             | "Acode"                                                           | V. da Mata                                       | 3:34    |  |
| 10.            | "História de Uma Gata"                                            | Chico Buarque Luis Bacalov Sergio Bardotti       | 2:47    |  |
| 11.            | "Fugiu Com a Novela"                                              | V. da Mata                                       | 3:12    |  |
| 12.            | "Não Me Deixe Só"                                                 | V. da Mata                                       | 3:09    |  |
| 13.            | "Amado"                                                           | V. da Mata M. Jeneci                             | 4:25    |  |
| 14.            | "Você Vai Me Destruir"                                            | V. da Mata F. Catatau                            | 4:18    |  |
| 15.            | "Ai, Ai, Ai..."                                                   | Liminha V. da Mata                               | 4:30    |  |
| Duração total: | Duração total:                                                    | Duração total:                                   | 59:24   |  |

| DVD - Extras |                                                     |                      |         |  |
| N.º          | Título                                              | Compositor(es)       | Duração |  |
| 1.           | "Documentário"                                      |                      |         |  |
| 2.           | "Boa Sorte / Good Luck" (Em estúdio com Ben Harper) | V. da Mata B. Harper | 4:37    |  |
| 3.           | "Um Dia, Um Adeus" (Set acústico)                   | G. Arantes           | 2:50    |  |
| 4.           | "As Rosas Não Falam" (Set acústico)                 | Cartola              | 3:20    |  |
| 5.           | "Pirraça" (part. Sly and Robbie) (faixa bônus)      | V. da Mata Kassin    | 3:20    |  |
| 6.           | "Absurdo" (part. Sly and Robbie) (faixa bônus)      | V. da Mata           | 3:39    |  |
| 7.           | "Case-se Comigo" (faixa bônus)                      | V. da Mata Liminha   | 3:46    |  |
| 8.           | "Créditos"                                          |                      |         |  |

## Banda
- Play e Tibless – backing vocals
- André Rodrigues – baixo elétrico e baixo acústico (*)
- Cesinha – bateria e bandolim (*)
- Davi Moraes – guitarras
- Marco Lobo – percussão
- Donatinho – teclados, acordeon e piano Wurlitzer
- Rogério Caetano – violão de sete cordas em "Um Dia, Um Adeus" e "As Rosas Não Falam"

(*) exceto nas músicas "Vermelho", "Ilegais", "Pirraça" e "Absurdo" onde o baixo foi tocado pelo Robbie Shakespeare e a bateria tocada pelo Sly Dunbar.

## Posições nas paradas
| Parada (2009)       | Melhores posições |
| ------------------- | ----------------- |
| Brasil PMB - Top CD | 9                 |

| Parada (2009)        | Melhores posições |
| -------------------- | ----------------- |
| Brasil PMB - Top DVD | 3                 |

## Vendas e certificações
| País / Certificadora | Certificação | Vendas  |
| -------------------- | ------------ | ------- |
| Brasil (PMB) - CD    | Platina      | 250.000 |

| País / Certificadora | Certificação | Vendas  |
| -------------------- | ------------ | ------- |
| Brasil (PMB) - DVD   | Platina      | 150.000 |